# Parti Uni (Îles Vierges britanniques)
Le Parti Uni ((en): United Party) (UP) est un ancien parti des Îles Vierges britanniques fondé en 1967 par Hamilton Lavity Stoutt, premier Ministre en chef des Îles Vierges britanniques.
Il est créé par Conrad Maduro, Hamilton Lavity Stoutt, Terrance B. Lettsome et Ivan Dawson lors de la première session du Conseil législatif des îles Vierges britanniques en vertu de la nouvelle constitution de 1967, à la suite des élections générales du 14 avril 1967. Conrad Maduro était le président du parti, mais comme il ne remporte pas son siège aux élections 1967, il est donc convenu que Lavity Stoutt soit nommé Ministre en Chef. 
Avant les élections de 1971, Lavity Stoutt et Terrance Lettsome quittent le parti pour former le Parti des îles Vierges, sans doute pour la raison que Stoutt souhaitait rester au poste de ministre en chef même si Maduro remportait son siège aux prochaines élections. Bien que Maduro ait remporté son siège, les élections ont été remportées par le rival, le Parti démocratique des Îles Vierges.
En 1975, l'UP revient au pouvoir dans le cadre d'une coalition avec Willard Wheatley jusqu'en 1979. Il le retrouve une dernière fois en novembre 1983 dans le cadre d'une coalition avec Cyril Romney. Cependant, lorsque Cyril Romney quitte son poste de ministre en chef et quitte le parti, celui-ci perd sa majorité absolue et est remplacé par le parti des Îles Vierges. 
En 1986, il n'a plus que deux députés, dont Ralph T. O'Neal qui en était devenue le leader, mais qui retourne rapidement au parti des Îles Vierges. Son dernier élu au Parlement des Îles Vierges, fut Conrad Maduro de 1995 à 1999. Depuis, l'UP a disparu du champ politique.  